# ジャック・スミス
ジャック・スミス（Jack Smith、1991年6月19日 - ）は、イギリスの車いすラグビー選手。イングランドセッジフィールド出身。

## 略歴
2008年、負傷で首を痛めて車いすラグビーを始める。
そして2021年、東京2020パラオリンピック競技大会イギリス代表に選ばれて金メダル獲得。